# 17241 Wooden
17241 Wooden è un asteroide della fascia principale. Scoperto nel 2000, presenta un'orbita caratterizzata da un semiasse maggiore pari a 2,6011430 UA e da un'eccentricità di 0,1887876, inclinata di 14,42788° rispetto all'eclittica.